# Khương Văn
Khương Văn (tiếng Trung: 姜文; bính âm: Jiāng Wén; tiếng Anh: Jiang Wen; 5 tháng 1 năm 1963) là một nhà làm phim của điện ảnh Trung Quốc. Bắt đầu sự nghiệp trong vai trò diễn viên, Khương Văn được biết tới qua nhiều vai diễn nổi bật trong các phim điện ảnh như Cao lương đỏ, Ba chị em họ Tống hay phim truyền hình như Người Bắc Kinh ở New York. Từ năm 1994 Khương Văn bắt đầu viết kịch bản và đạo diễn các bộ phim của riêng ông, bộ phim đầu tay của ông, Dương quang xán lạn đích nhật tử, lập tức được đánh giá cao và đạt nhiều giải thưởng quốc tế. Vì những thành công trong vai trò đạo diễn, Khương Văn thường được coi là một trong những đại diện tiêu biểu của "thế hệ thứ sáu" của điện ảnh Trung Quốc.

## Tiểu sử
Khương Văn, tên khai sinh Khương Tiểu Quân sinh năm 1963 tại thành phố Đường Sơn thuộc tỉnh Hà Bắc (Trung Quốc). Khương Văn có em trai Khương Vũ cũng là một diễn viên có tiếng của điện ảnh Trung Quốc. Ở tuổi lên 6, Khương Văn cùng gia đình chuyển lên Bắc Kinh. Tới năm 1980 Khương Văn thi đỗ khoa diễn xuất của Học viện Sân khấu Trung ương tại Bắc Kinh.
Năm 1986 Khương Văn có vai diễn lớn đầu tiên, đó là vai hoàng đế Phổ Nghi trong bộ phim điện ảnh Hoàng hậu cuối cùng (末代皇后). Cũng trong năm 1986 Khương Văn bắt đầu gây được tiếng vang qua vai diễn chính bên cạnh ngôi sao Lưu Hiểu Khánh trong bộ phim Thị trấn Phù Dung (芙蓉镇). Tác phẩm này đã giành cả Giải Kim Kê và Giải Bách hoa cho phim Trung Quốc hay nhất, Khương Văn cũng có giải thưởng diễn xuất đầu tiên với chiến thắng ở hạng mục vai nam chính của Giải Bách hoa. Chỉ một năm sau Thị trấn Phù Dung, Khương Văn lại tiếp tục khẳng định vị thế của một diễn viên hàng đầu Trung Quốc khi được đạo diễn Trương Nghệ Mưu chọn vào vai chính trong bộ phim đầu tay của ông Cao lương đỏ (红高粱), một tác phẩm gây tiếng vang quốc tế và là bệ phóng cho sự nghiệp của cả Trương Nghệ Mưu và Củng Lợi. Năm 1991 Khương Văn được một đạo diễn khác của "thế hệ thứ năm" là Điền Tráng Tráng chọn vào vai chính Lý Liên Anh trong bộ phim Đại thái giám Lý Liên Anh (大太监李莲英). Tuy đã có nhiều vai diễn điện ảnh xuất sắc nhưng danh tiếng của Khương Văn chỉ thực sự được đông đảo công chúng biết tới qua vai diễn Vương Khởi Minh trong bộ phim truyền hình Người Bắc Kinh ở New York (北京人在纽约, 1993). Lấy bối cảnh thành phố New York, bộ phim đề cập tới khó khăn trong cuộc sống mưu sinh của những người Trung Quốc nhập cư, một chủ đề được khán giả hết sức chú ý.
Sau Người Bắc Kinh ở New York, Khương Văn bắt đầu thử sức trong vai trò đạo diễn bằng bộ phim đầu tay Dương quang xán lạn đích nhật tử (阳光灿烂的日子, 1994). Đây là bộ phim mà Khương Văn vừa đạo diễn, vừa viết kịch bản kiêm luôn vai chính. Với dàn diễn viên gồm rất nhiều đại diện tiêu biểu của điện ảnh Trung Quốc đầu thập niên 1990 như Cát Ưu, Phùng Tiểu Cương, Ninh Tĩnh, Tư Cầm Cao Oa, bộ phim sau khi công chiếu đã lập tức được đánh giá rất cao. Đây là bộ phim Trung Quốc đại lục đầu tiên giành Giải Kim Mã Đài Loan cho Phim hay nhất, Khương Văn cũng chiến thắng ở hạng mục Đạo diễn xuất sắc nhất còn giải Kim Mã Vai nam chính xuất sắc nhất được trao cho Cát Ưu. Cát Ưu cũng là người chiến thắng ở hạng mục này trong Liên hoan phim Venezia, ở tuổi 15 Cát Ưu là nam diễn viên trẻ nhất được trao giải này. Tuy rất thành công với bộ phim đầu tay nhưng Khương Văn lại quay trở lại với vị trí diễn viên với nhiều vai diễn đáng chú ý như Doanh Chính trong Tần khúc (秦頌, 1996) hay Tống Gia Thụ trong Ba chị em họ Tống (宋家皇朝, 1997). Vai Tống Gia Thụ đã đem về cho Khương Văn Giải thưởng Điện ảnh Hồng Kông cho vai nam phụ xuất sắc nhất.
Năm 2000 Khương Văn quay trở lại vai trò đạo diễn bằng bộ phim lấy bối cảnh Chiến tranh Trung-Nhật Quỷ dữ trước cổng (鬼子来了). Bộ phim đề cập tới một khía cạnh gây rất nhiều tranh cãi giữa hai chính phủ Trung Quốc và Nhật Bản, đó là quan hệ của người Trung Quốc với binh lính Nhật trong thời gian chiến tranh bằng cách kể mang màu sắc hài hước nhưng cũng chua cay. Quỷ dữ trước cửa đã được ban tổ chức Liên hoan phim Cannes chọn dự thi chính thức và được trao Giải thưởng lớn, giải thưởng quan trọng thứ hai chỉ sau Cành cọ vàng. Tuy gây tiếng vang lớn ở quốc tế nhưng bộ phim sau đó đã bị cấm chiếu ở Trung Quốc, Khương Văn cũng bị cấm làm phim trong hai năm vì đã gửi phim dự thi ở Cannes mà chưa có sự đồng ý của Ủy ban Điện ảnh Trung Quốc. Sau Quỷ dữ trước cửa, Khương Văn lại một lần nữa dừng làm phim để trở về với nghề diễn xuất. Tuy nhiên ông cũng đóng không nhiều, trong nửa đầu thập niên 2000 ông chỉ tham gia 6 bộ phim gồm Tầm thương (寻枪, 2002), Trà xanh (绿茶, 2003) và Thiên địa anh hùng (天地英雄, 2003) mà ông đóng cùng Triệu Vy, Mạt lệ hoa khai (茉莉花开, 2004) và bộ phim đầu tay của Từ Tịnh Lôi Nhất cá mạnh sinh nữ nhân đích lai tín (一个陌生女人的来信).
Sau bảy năm ngừng đạo diễn, cuối cùng vào năm 2007 Khương Văn cũng cho ra đời bộ phim thứ ba của ông Mặt Trời vẫn mọc (太阳照常升起). Vẫn như hai tác phẩm trước của mình, Khương Văn đảm nhiệm cả vị trí đạo diễn, biên kịch, sản xuất và ông cũng đóng luôn vai chính của phim bên cạnh nữ diễn viên nổi tiếng Trần Xung. Đề cập tới cuộc sống ở vùng nông thôn Trung Quốc, Mặt Trời vẫn mọc sau khi công chiếu đã được đánh giá cao và được lựa chọn dự thi ở cả Liên hoan phim Venezia và Liên hoan phim quốc tế Toronto. Năm 2008 Khương Văn được mời sang Mỹ để đạo diễn một phần của bộ phim New York, I Love You.
Trong đời tư, Khương Văn từng lập gia đình với nữ diễn viên người Pháp Sandrine Chenivisse và có một con chung. Sau khi ly dị với Chenivisse, Khương Văn đã cưới nữ diễn viên Chu Vận, hai người có con đầu lòng năm 2007.